# Império do Espírito Santo das Fontinhas

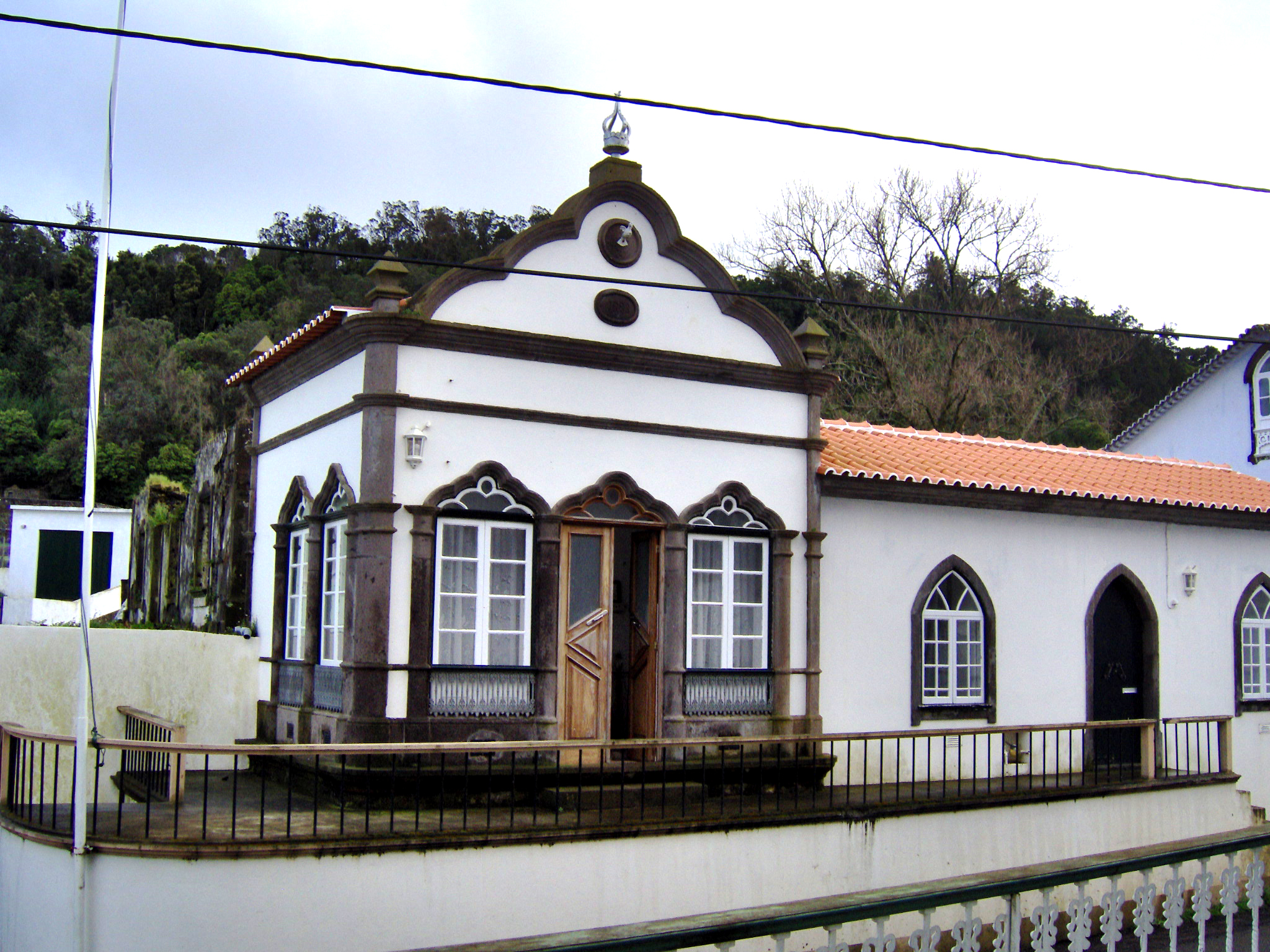
Império do Espírito Santo das Fontinhas.

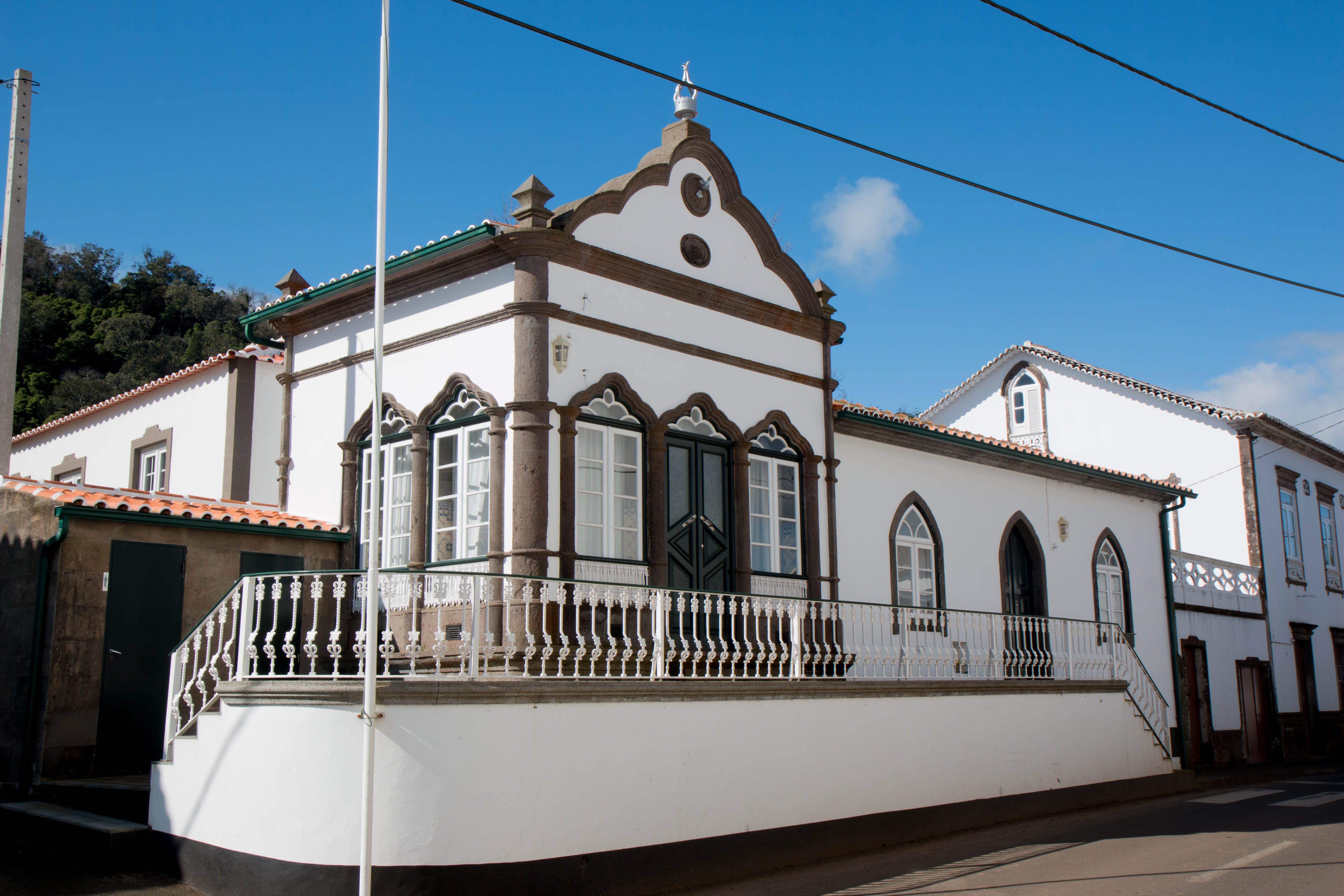
Império do Espírito Santo das Fontinhas

O Império do Espírito Santo das Fontinhas é um Império do Espírito Santo português localizado freguesia das Fontinhas concelho da Praia da Vitória e faz parte do Inventário do Património Histórico e Religioso da Praia da Vitória e remonta ao Século XIX.
Trata-se de um Império provido de despensa anexa ao próprio império. Apresenta uma planta de forma quadrangular de um único piso. Este império apresenta um balcão adossado à fachada principal que se prolonga até à porta da despensa e à lateral esquerda.
Apresenta três vãos na fachada principal que correspondem a uma porta entre duas janelas. Na fachada lateral esquerda tem duas janelas. Todos os vãos encontram-se separados por colunelos e têm a zona da bandeira em arco polilobado. As janelas apresentam peitoril, com guardas em ferro fundido.
A cimalha do império foi constituída em platibanda entre cornijas e a fachada foi rematada por um frontão polilobado. No tímpano há uma cartela onde é possível ler a data de "1888" e, sobre esta, encontra-se um medalhão com a representação de uma pomba em relevo. Sobre os cunhais existem pináculos de secção circular e no topo do frontão uma coroa do Espírito Santo.
O império foi rebocado e caiado a cal de cor branca com a excepção do soco, dos colunelos, das cornijas e dos cunhais que são salientes e boleados, que são em cantaria pintada de cinzento e preto. O telhado antigo foi substituído por uma placa de betão armado.
A despensa do império encontra-se encostada a este, mais especificamente à fachada lateral direita do império. Apresenta vãos em arco quebrado, sendo a cimalha constituída pelo prolongamento da laje da cobertura em consola e por uma guarda com elementos decorativos entre pilaretes. A construção é rebocada e caiada de branco com as molduras pintadas de cinzento.